# Nikolai Safronidi
Nikolai Afanasyevich Safronidi (tiếng Nga: Николай Афанасьевич Сафрониди; sinh ngày 10 tháng 9 năm 1983) là một cầu thủ bóng đá người Nga gốc Hi Lạp. Anh chơi ở vị trí tiền vệ trái cho Ufa.

## Thống kê sự nghiệp

### Câu lạc bộ
Tính đến 13 tháng 5 năm 2018
| Câu lạc bộ                 | Mùa giải            | Giải vô địch                | Giải vô địch | Giải vô địch | Cúp     | Cúp       | Châu lục | Châu lục  | Khác    | Khác      | Tổng cộng | Tổng cộng |
| Câu lạc bộ                 | Mùa giải            | Hạng đấu                    | Số trận      | Bàn thắng    | Số trận | Bàn thắng | Số trận  | Bàn thắng | Số trận | Bàn thắng | Số trận   | Bàn thắng |
| -------------------------- | ------------------- | --------------------------- | ------------ | ------------ | ------- | --------- | -------- | --------- | ------- | --------- | --------- | --------- |
| F.K. Avtodor Vladikavkaz   | 2000                | PFL                         | 0            | 0            | 0       | 0         | –        | –         | –       | –         | 0         | 0         |
| F.K. Alania Vladikavkaz    | 2001                | Giải bóng đá ngoại hạng Nga | 0            | 0            | 0       | 0         | –        | –         | –       | –         | 0         | 0         |
| F.K. Alania Vladikavkaz    | 2002                | Giải bóng đá ngoại hạng Nga | 0            | 0            | 0       | 0         | –        | –         | –       | –         | 0         | 0         |
| F.K. Alania Vladikavkaz    | 2003                | Giải bóng đá ngoại hạng Nga | 0            | 0            | 0       | 0         | –        | –         | –       | –         | 0         | 0         |
| F.K. Alania Vladikavkaz    | 2004                | Giải bóng đá ngoại hạng Nga | 0            | 0            | 0       | 0         | –        | –         | –       | –         | 0         | 0         |
| F.K. Alania Vladikavkaz    | Tổng cộng           | Tổng cộng                   | 0            | 0            | 0       | 0         | 0        | 0         | 0       | 0         | 0         | 0         |
| F.K. Mashuk-KMV Pyatigorsk | 2004                | PFL                         | 9            | 1            | 0       | 0         | –        | –         | –       | –         | 9         | 1         |
| F.K. Mashuk-KMV Pyatigorsk | 2005                | PFL                         | 16           | 1            | 2       | 0         | –        | –         | –       | –         | 18        | 1         |
| F.K. Mashuk-KMV Pyatigorsk | 2006                | FNL                         | 28           | 2            | 1       | 0         | –        | –         | –       | –         | 29        | 2         |
| F.K. Mashuk-KMV Pyatigorsk | 2007                | FNL                         | 37           | 6            | 1       | 0         | –        | –         | –       | –         | 38        | 6         |
| F.K. Mashuk-KMV Pyatigorsk | Tổng cộng           | Tổng cộng                   | 90           | 10           | 4       | 0         | 0        | 0         | 0       | 0         | 94        | 10        |
| FC SKA-Energia Khabarovsk  | 2008                | FNL                         | 21           | 2            | 1       | 0         | –        | –         | –       | –         | 22        | 2         |
| FC SKA-Energia Khabarovsk  | 2009                | FNL                         | 32           | 5            | 3       | 0         | –        | –         | –       | –         | 35        | 5         |
| FC SKA-Energia Khabarovsk  | Tổng cộng           | Tổng cộng                   | 53           | 7            | 4       | 0         | 0        | 0         | 0       | 0         | 57        | 7         |
| FC Ural Yekaterinburg      | 2010                | FNL                         | 33           | 3            | 1       | 1         | –        | –         | –       | –         | 34        | 4         |
| FC Ural Yekaterinburg      | 2011–12             | FNL                         | 31           | 3            | 2       | 1         | –        | –         | –       | –         | 33        | 4         |
| FC Ural Yekaterinburg      | 2012–13             | FNL                         | 26           | 1            | 2       | 0         | –        | –         | –       | –         | 28        | 1         |
| FC Ural Yekaterinburg      | 2013–14             | Giải bóng đá ngoại hạng Nga | 9            | 0            | 1       | 0         | –        | –         | –       | –         | 10        | 0         |
| FC Ural Yekaterinburg      | Tổng cộng           | Tổng cộng                   | 99           | 7            | 6       | 2         | 0        | 0         | 0       | 0         | 105       | 9         |
| F.K. Ufa                   | 2013–14             | FNL                         | 6            | 0            | –       | –         | –        | –         | 2       | 0         | 8         | 0         |
| F.K. Ufa                   | 2014–15             | Giải bóng đá ngoại hạng Nga | 23           | 1            | 2       | 0         | –        | –         | –       | –         | 25        | 1         |
| F.K. Ufa                   | 2015–16             | Giải bóng đá ngoại hạng Nga | 15           | 1            | 2       | 0         | –        | –         | –       | –         | 17        | 1         |
| F.K. Ufa                   | 2016–17             | Giải bóng đá ngoại hạng Nga | 2            | 0            | 1       | 0         | –        | –         | –       | –         | 3         | 0         |
| F.K. Ufa                   | 2017–18             | Giải bóng đá ngoại hạng Nga | 2            | 0            | 1       | 0         | –        | –         | –       | –         | 3         | 0         |
| F.K. Ufa                   | Tổng cộng           | Tổng cộng                   | 48           | 2            | 6       | 0         | 0        | 0         | 2       | 0         | 56        | 2         |
| Tổng cộng sự nghiệp        | Tổng cộng sự nghiệp | Tổng cộng sự nghiệp         | 290          | 26           | 20      | 2         | 0        | 0         | 2       | 0         | 312       | 28        |